# Grattage (usinage)
Pour les articles homonymes, voir Grattage.
Le grattage est une technique d’usinage qui permet d’ajuster avec une très grande précision des pièces mécaniques entre elles (grattage correctif),,. Le grattage permet également de créer des micro-poches d'huile (grattage fonctionnel) afin d'éviter toute adhérence (par dépression) entre deux pièces mécaniques avec des surfaces lisses (exemple: 2 cales étalons que l'on frotte entre elles se collent). L'opération de grattage est donc une activité de l'ajusteur, la précision obtenue la range entre les opérations de limage manuel et celle de ciselage (qualité 5 à 4). 

## Principe
Le grattage correctif permet d'enlever localement de la matière en copeaux très fins de quelques microns. La précision de l'opération ne repose pas sur celle d'une machine mais sur la méthode de travail et celle de contrôle associée pendant toute l'opération de grattage. Par exemple, lors de la réalisation ou retouche d'un plan, on contrôle la pièce à gratter à l'aide d'un plan de référence (marbre ou règle) et un révélateur de défaut ("bleu de Prusse" ou "sanguine" par exemple) qui révèlent où sont les zones de contact (portées). Après chaque contrôle, l'ajusteur gratteur enlève par grattage les endroits où il y a des bosses (ceux révélés par le plan de référence). C'est l'opération de "dressage du plan". Plus on approche de la planéité parfaite, plus le nombre de points de contact augmente, on réalise alors un "fleurage du plan", par analogie avec le travail du cuir, qui consiste à multiplier en les répartissant uniformément le nombre de points de portée, jusqu'au seuil de précision demandé.
Pour le dressage de plan sur des grandes surfaces, là où ils n'existent pas de moyens de comparaison, les références du plan sont le niveau terrestre dans les 2 dimensions horizontales (ce qui nécessite manutention et calage), puis dressage avec suivi de nivellement et graphe en funiculaire fermé.
Le grattage fonctionnel est l'opération qui consiste à améliorer les conditions de frottement de surfaces se mouvant relativement et soumises à de fortes pressions de contact. Le grattage consiste alors à faire perdurer le film d'huile de lubrification entre les portées en dégradant de façon contrôlé l'état de surface, mais en garantissant la précision du guidage dans le plan. 

## But
Correctif : Corriger des imprécisions géométriques ou améliorer la précision obtenue par usinage mécanique ou chimique (géométrie de machines ou d'instrument de contrôle). Compenser les effets de l'usure liés au frottement de glissement entre surfaces (portées sur glissières de machines outils, coussinets de broche ou de bielles,...).  Rendre à une surface usinée des tolérances d’ajustage (classe et qualité de précision) supérieures à celles réalisables par des machines-outils standard (de l’ordre du millième de millimètre (0,001 mm)).
Fonctionnel : Garantir une épaisseur de film d'huile de lubrification entre deux surfaces glissantes entre elles afin d'éliminer les risques de striction, de glaçage et de serrage (paliers de machines, guidages linéaires fortement chargés, appuis hydrostatiques,...)

## Technique
L’outil employé est un grattoir qui peut avoir différentes formes selon l'usage. Il existe deux méthodes : le grattage "en tirant" (dit méthode "Italienne") et le grattage "en poussant" (dit méthode "suisse"). Ces deux méthodes sont nées avec l'industrie textile et l'imprimerie, au XIXe siècle, d'abord pour l'entretien curatif des moyens industriels. Ce n'est qu'après le premier conflit mondial que la technique du grattage fut transposée à la machine-outil, notamment en vue d'accroître la précision des machines.
Pour les deux méthodes, le grattoir permet par un mouvement très court sur la pièce d’enlever une fine couche de matière. La zone à gratter est définie par l'opérateur soit lors du contrôle par comparaison, soit par un relevé de nivellement.
Dans tous les cas, il s'agit d'enlever de la matière en excès (bosses ou surépaisseurs).
Le dressage d'un plan en vue de construire ou reconstruire sa géométrie se nomme "fleurage"... L'opération vise la précision du plan en planéité (donc un état de surface fin à très fin). Dans ce cas, la précision du plan est donnée en "grade" (c'est la classe de précision) et l'état de surface est exprimé en nombre de points de portée par pouce carré (pts/inch²).
La réalisation de "poches d'huile" sur une surface rectifiée ou grattée, en vue de garantir l'épaisseur du film de graissage, n'est pas du "fleurage" (bien que parfois nommée ainsi par erreur). Pour ce dernier cas, le gratteur réalise des poches d'huile, des "queues d'hirondelle" ou "half moon" (demi-lune) en anglais. Ici aussi, les deux méthodes sont utilisables.
Le grattage "en tirant" est plus précis car le contrôle de la course du grattoir est très précis. Cependant, cette technique suppose un travail posté, à hauteur d'homme si l'on souhaite s'épargner en fatigue. Les pièces ou machines traitées sont alors souvent de petites dimensions ou à manutention aisée. C'est pourquoi cette technique est très employée chez les constructeurs de petites machines. En Suisse, l'industrie de la machine-outil de petites dimensions a beaucoup exploité cette technique venue d'ailleurs, le paradoxe étant que cette généralisation de la méthode fait dire que c'est le grattage en tirant qui est la "méthode suisse"...
Le grattage "en poussant" est moins précis, la course du grattoir étant difficilement contrôlable, mais elle est moins fatigante et plus rapide. Les grattoirs mécaniques portatifs reprennent cette méthode, qui est très utilisée sur des pièces de grandes dimensions, d'où sa rapide généralisation dans l'industrie lourde allemande, française et italienne dès les années 1930.

## Domaines
C’est le domaine du mécanicien ajusteur (qualifié alors d'ajusteur-gratteur). Les travaux concernent tout l’éventail des pièces mécaniques : brides, paliers, carters ou bâti de machines pouvant peser plusieurs centaines de tonnes et qui demandent un ajustement parfait.

## Outillage

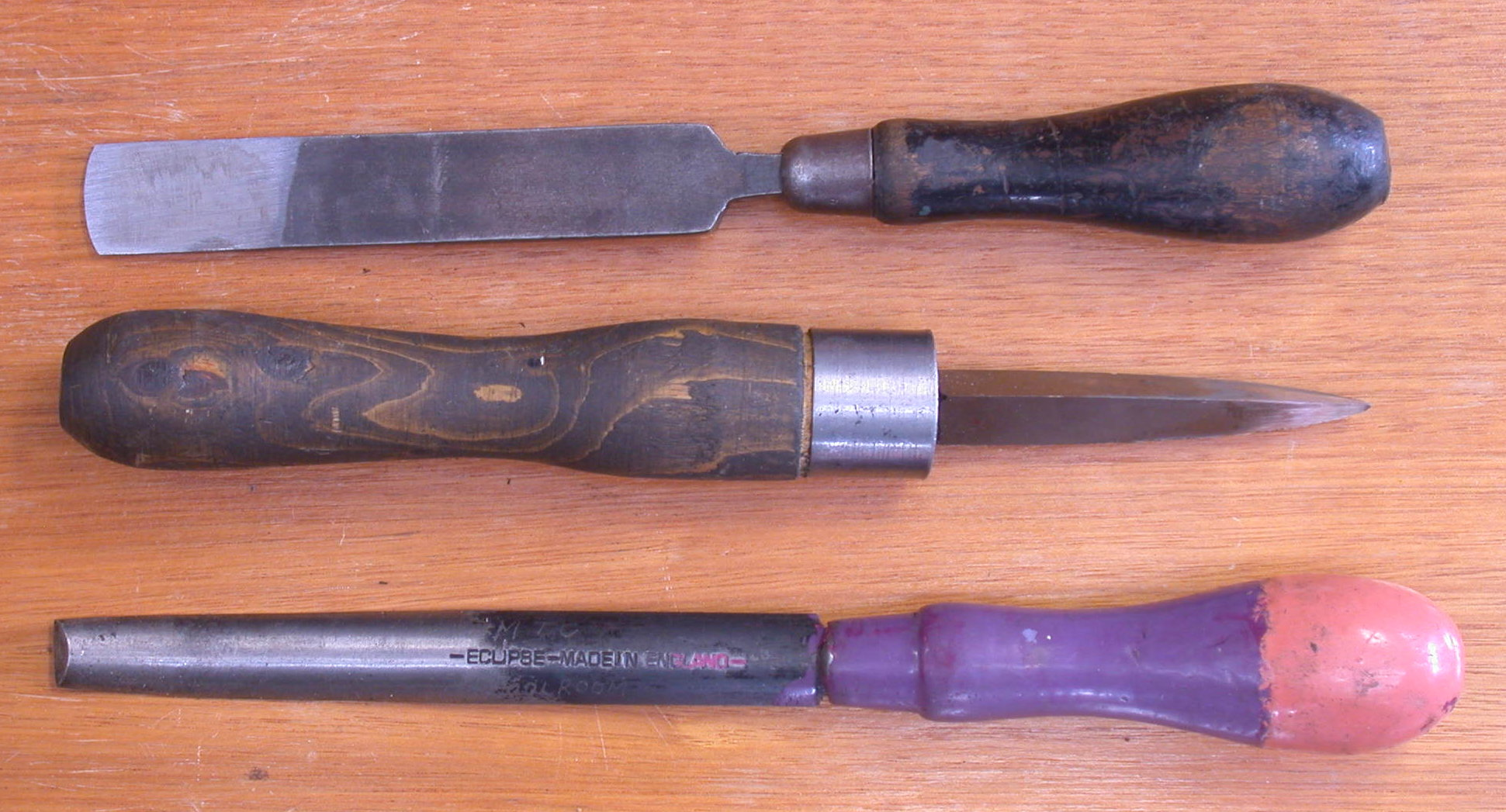
Outillage manuel.

L’outillage est principalement manuel, la dextérité de l’opérateur permettant d’optimiser l'enlèvement de matière. Il existe néanmoins des grattoirs électroportatifs et pneumatiques, permettant d’approcher plus rapidement le résultat final. Le gratteur peut fabriquer ses propres outils à partir d’une lime usagée ou de barreaux d'acier dit "rapide", dont l’extrémité sera affûtée à la forme voulue, on trouve également dans le commerce des grattoirs standars qu'il convient d'adapter à sa morphologie pour être pleinement opérationnels.
Les outils manuels (nommés "grattoir (s)) sont des instruments supportant d'un côté un manche dédié à l'emprise par la main et à la poussée (grattage en poussant) ou disposant d'une cale d'épaule (grattage en tirant : Une extrémité du grattoir prend appui sur l'épaule du gratteur). L'autre extrémité du grattoir est dotée d'une arête de coupe dont la longueur, la géométrie et l'orientation dépendent des surfaces à gratter, des nuances de matière travaillées ou du type de grattage pratiqué (en tirant, en poussant, d'ébauche, de finition,...). Sur le grattoir à tirer, une poignée de forçage (pour exercer la traction à deux mains) est montée à proximité de l'arête de coupe.
Le grattoir manuel peut aussi être une lame porte plaquette en acier ou en alliage d'aluminium, doté d'une pince pouvant recevoir divers types de plaquettes affutables en carbure de tungstène (le plus utilisé). Il existe par analogie des porte lames pouvant accueillir un segment de pierre abrasive en lieu et place de la plaquette carbure. La coupe devenant à "arêtes multiple", on quitte le domaine du grattage pour celui du rodage (usinage par abrasion), la tendance étant une finition encore supérieure (qualité 4).
Dans le grattage manuel, il existe un outil commun au deux procédés "en tirant" et "en poussant", c'est le grattoir "feuille" de Sauge" (nom donné du fait de la forme de ses arêtes de coupe rappelant la feuille de sauge), il est principalement employé pour l'ajustage de coussinets en bronze ou en alliage d'étain comme le "régule" (babbitts) (mélange Plomb-Etain-Antimoine). Il existe diverses variantes du grattoir "feuille de sauge" (à 2 arêtes ou à 3 arêtes).
Dans le grattage "en poussant", l'arête de coupe est affutée selon un rayon, qui dépend de la précision souhaitée (nombre de points de portée au pouce carré de surface). Plus le nombre de points est élevé, plus la précision de la portée est grande. Le grattage manuel en poussant permet d'exécuter des portées jusqu'à 45 à 50 pts/pc². Au delà, la technique d'obtention s'apparente au travail de ciseleur, les points de portée peuvent croître encore mais sans un apport substantiel à la précision de forme de la surface (planéité). Le degré supplémentaire de précision est donné par l'opération de rodage. La précision augmente avec le rayon d'affutage.
Pour cette technique du grattage en poussant, la face de dépouille de l'outil doit être polie afin de garantir la finesse de l'arête, ceci pour éviter le rayage de la surface à gratter (les rayures altèrent la précision de portée). Selon les matériaux à gratter, la face de coupe présente un angle positif ou négatif. La "coupe négative" évite l'engagement de l'outil dans la matière lors des opérations. On dit que le grattage est une coupe par arrachage, le copeau se formant après dépassement de la limite élastique du matériau à l'endroit de la coupe (seuil de striction). C'est cette contrainte qui limite le grattage "en poussant" côté précision (le contrôle de la course étant aléatoire). 
Dans le grattage "en tirant", l'arête de coupe est affutée droite, c'est la longueur de l'arête, donc la taille de l'outil (ou de la plaquette de coupe) qui détermine le seuil de précision. Ici aussi, la coupe peut-être négative ou positive selon le type de matériau travaillé. Le grattage en tirant est plus précis car le gratteur maîtrise plus aisément et par le geste la course de l'outil sur la surface.